# AIL Abir
M462 Abir (ивр. אביר‎ аби́р «Рыцарь») — военный автомобиль с колесной формулой 4x4, стоящий на вооружении Армии обороны Израиля, разработанный компанией Automotive Industries Ltd. для замены автомобиля M325.

## Технические характеристики
M462 может перевозить 13 военнослужащих или груз весом в 1800 кг. Спереди и сбоку может быть оснащен пулеметами.

## Варианты
- M462 Abir: стандартная модель.
- M462 ATGM Portee: с BGM-71 TOW.

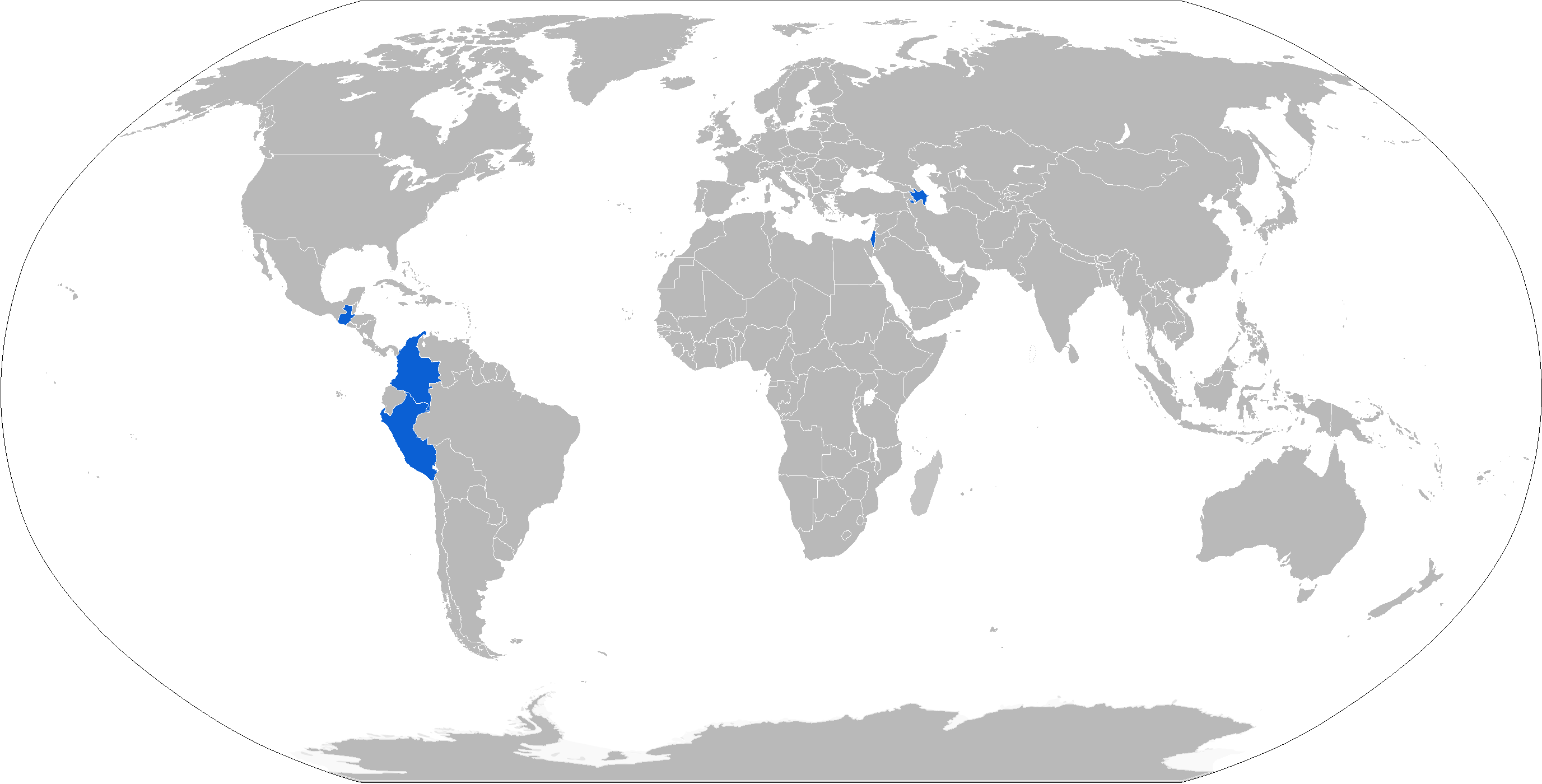
Карта с операторами AIL Abir синим цветом

- M462 M40A2 Portee: со 106-мм безоткатным орудием M40A2.
- M462 Rhino: бронированная машина с колесной формулой 4x4 на базе M462, используемая для патрулирования зон повышенного риска, борьбы с беспорядками, специальных операций и в качестве командного пункта.
- M462 Fire: пожарная машина.
- M462 Ambulance: военная скорая помощь, содержит 4 носилки или 8 мест для пациентов.
- Противотанковый: вооружен двумя противотанковыми ракетными блоками Nimrod.

## Страны-эксплуатанты
- Азербайджан
- Перу
- Колумбия
- Гватемала
- Израиль

## Фотогалерея

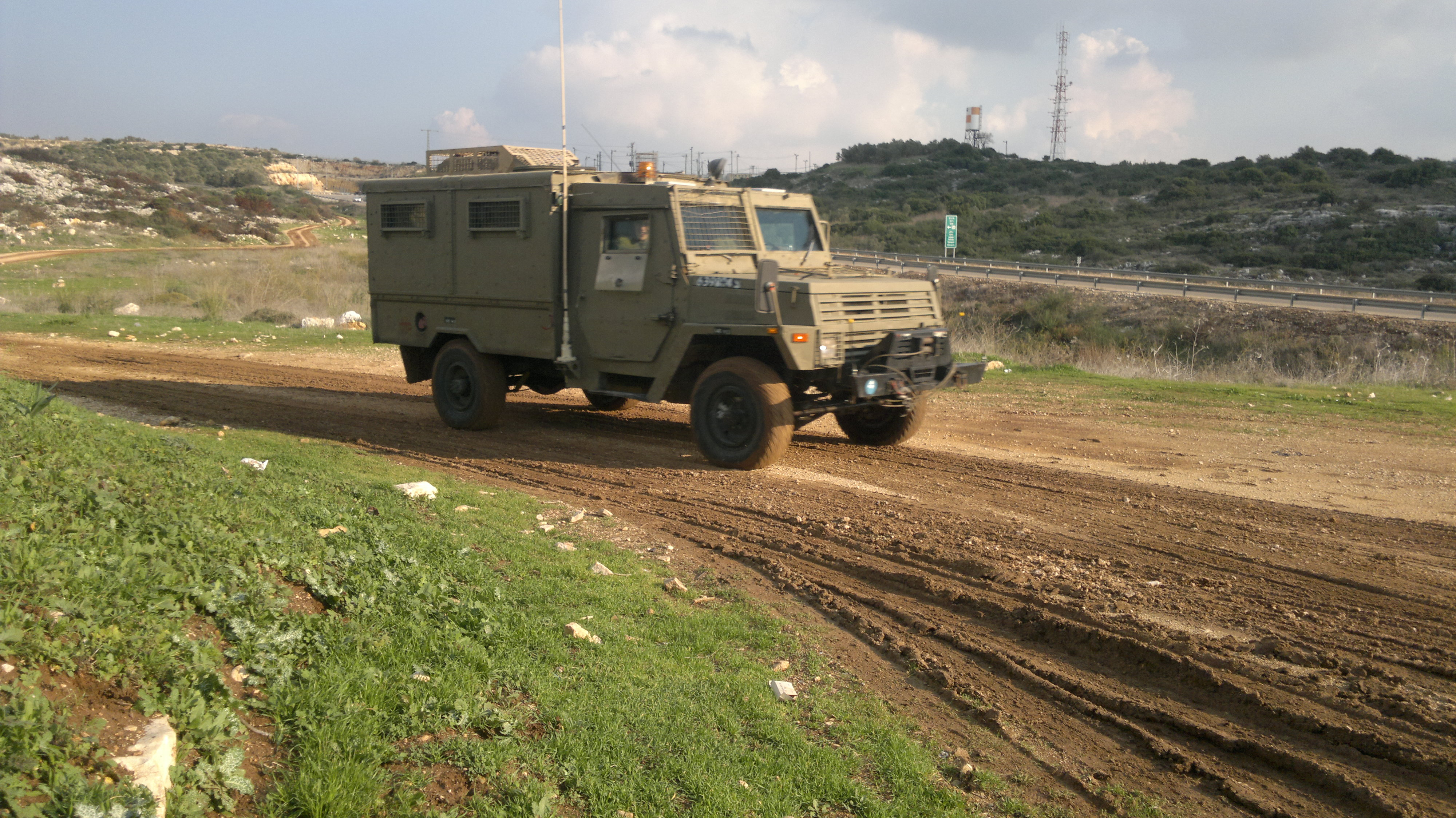
Бронеавтомобиль Abir Rhino
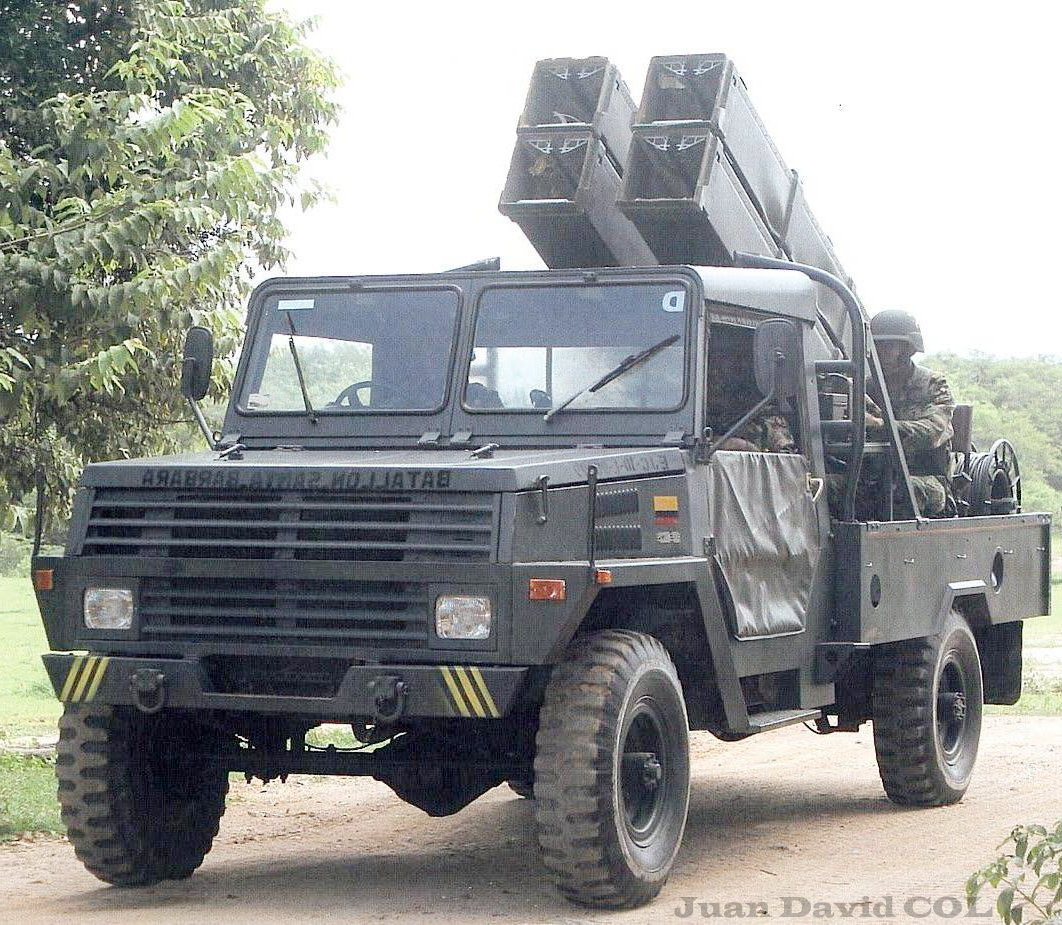
Противотанковая система Nimrod на шасси M462
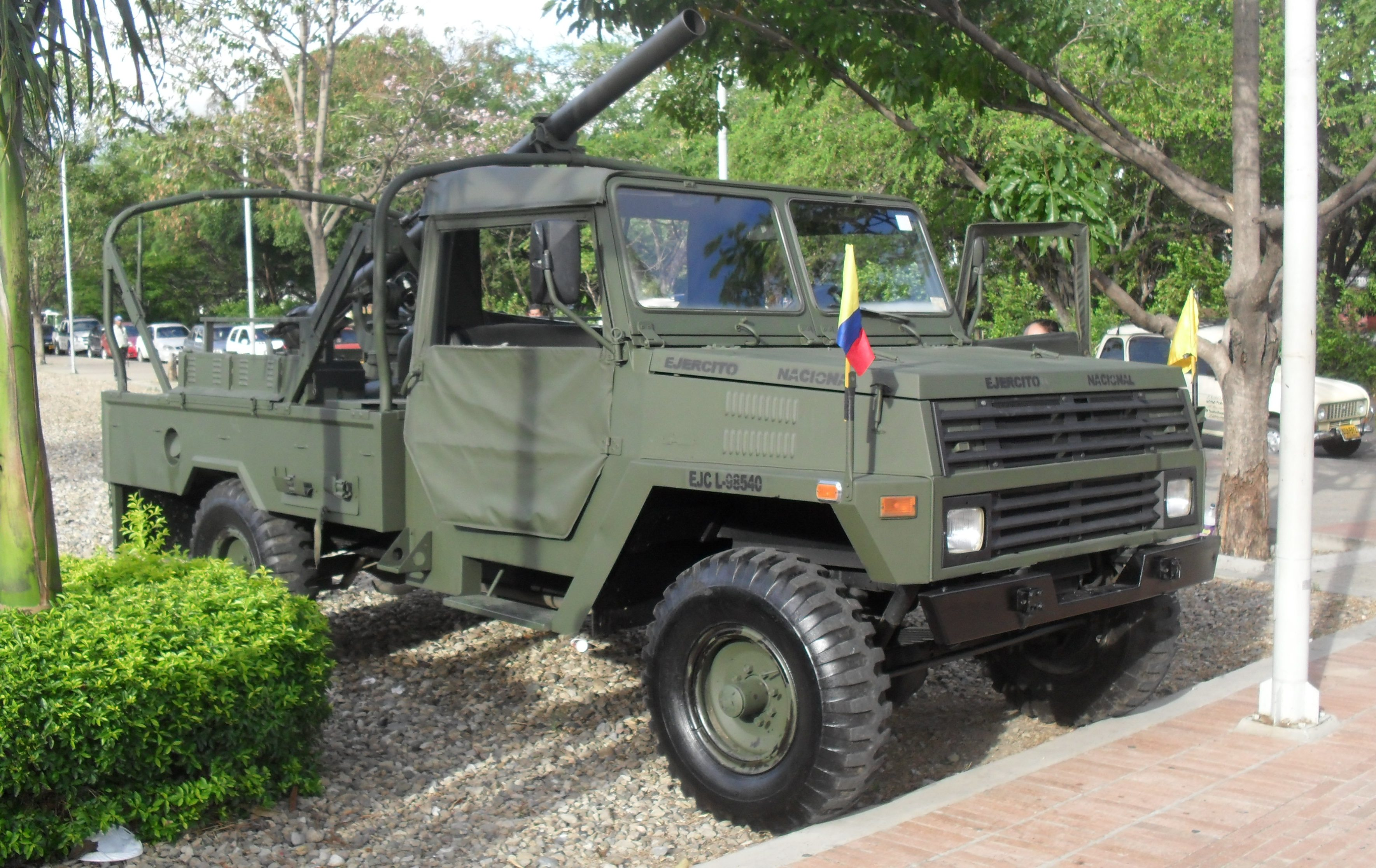
AIL Abir Колумбийской армии